# Buellia subtropica
Buellia subtropica är en lavart som först beskrevs av Elix, och fick sitt nu gällande namn av Elix. Buellia subtropica ingår i släktet Buellia och familjen Physciaceae.   Inga underarter finns listade i Catalogue of Life.